# ديفيد لاميتي
ديفيد لاميتي (بالإنجليزية: David Lametti)‏(من مواليد 10 أغسطس 1962) هو سياسي كندي يشغل منصب وزير العدل والمدعي العام لكندا منذ عام 2019.